# Lehndorff (Adelsgeschlecht)

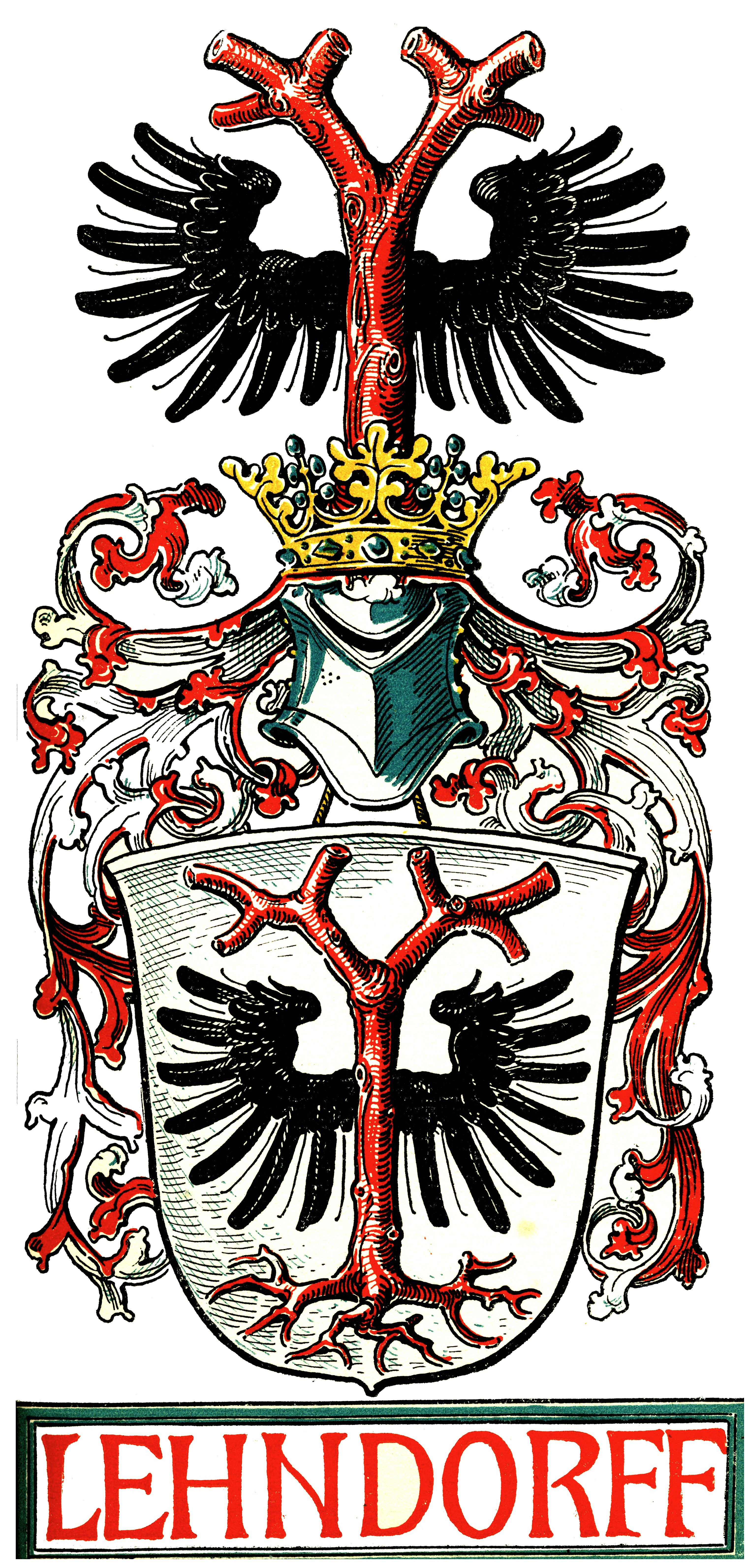
Stammwappen von Otto Hupp im Münchener Kalender, 1934

Lehndorff ist der Name eines alten ostpreußischen Adelsgeschlechts.

## Geschichte
Das Geschlecht tritt erstmals 1236 als ein Zweig der in Pommerellen erscheinenden Stango auf. Es nannte sich zunächst „Maul“, dann nach dem gleichnamigen Gut bei Rhaden Legendorf oder Logendorf (polnisch Mgkowo), weshalb es auch Mgkowski und Legendorf-Mgkowski genannt wurde. Aus dieser Zeit soll Paul von Legendorf, Bischof des Ermlands, stammen. Im 15. oder 16. Jahrhundert wurde die Familie mit der Steinorter Wildnis belehnt. Später veränderte sich der Name in Lehendorf und dann in Lehndorff. Die Familie wurde 1687 in den Reichsgrafenstand erhoben.

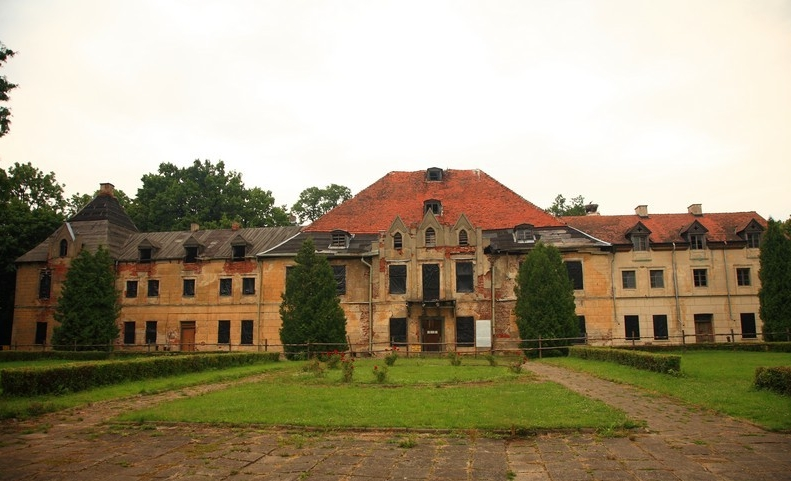
Schloss Steinort (2008)

Zu den ersten Lehndorffer Herren auf Steinort gehörten ein Amtshauptmann von Preußisch Eylau und ein Amtshauptmann von Oletzko. Auf Meinhard von Lehndorff (1590–1639), Oberstleutnant und Landrat von Rastenburg, und auf die Bauherrin des Barockschlosses, Eleonore von Dönhoff, sollen die Eichenalleen im Steinorter Park zurückgehen, die inzwischen fast 400 Jahre alt sind. Bei jeder Geburt eines Kindes der Familie sollte fortan eine Eiche gepflanzt worden sein.

## Wappen

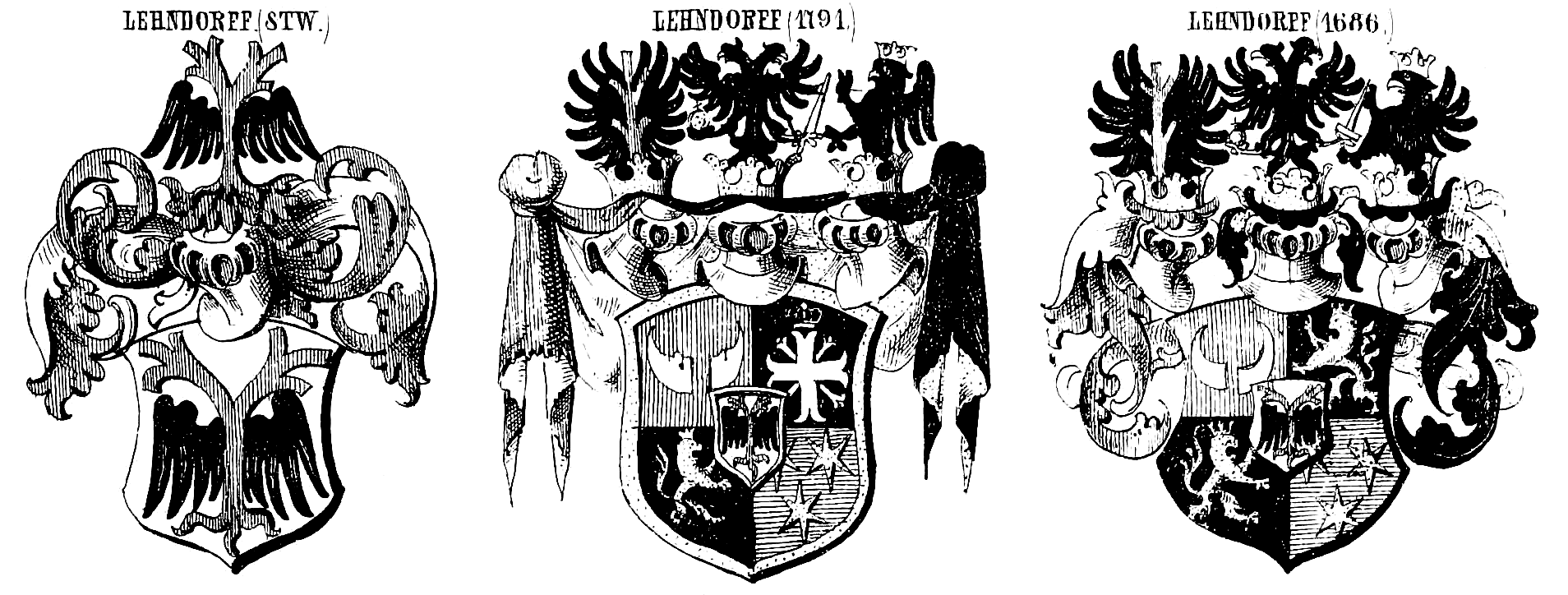
Drei Wappen derer von Lehndorff bei Siebmacher

Das Stammwappen zeigt in Silber einen entwurzelten, rechts dreimal und links zweimal gestummelten, schwarz geflügelten roten Baumstamm. (ursprünglich „Ostrzew“) Auf dem Helm mit rot-silbernen Decken das Schildbild.

## Bekannte Familienmitglieder
- Meinhard von Lehndorff (1590–1639), Oberstleutnant und Landrat von Rastenburg
  - Margarethe von Lehndorff ⚭ Johann von Klingsporn († 1685), kurbrandenburgischer Oberst und Regimentskommandeur des Infanterie-Regiments zu Fuß (Nr. 1)
  - Gerhard Ahasverus von Lehndorff (1637–1688), adliger Reiseschriftsteller, Gatte der Bauherrin Eleonore des Barockschlosses Steinort
    - Ernst Ahasverus Graf von Lehndorff (1688–1727)
      - Ernst Ahasverus Heinrich von Lehndorff (1727–1811), preußischer Kammerherr
        - Karl von Lehndorff (Generalleutnant) (1770–1854), preußischer Generalleutnant
          - Karl von Lehndorff (Diplomat) (1826–1883), Legationsrat, Mitglied des Reichstags und des preußischen Herrenhauses, auf Steinort
            - Carl Meinhard („Caroll“) Graf von Lehndorff (1860–1936), auf Steinort[3]

          - Heinrich von Lehndorff (1829–1905), Generaladjutant Kaiser Wilhelm I., General der Kavallerie, Gründer der Linie Preyl
            - Heinrich (gefallen im Ersten Weltkrieg)
            - Manfred Graf von Lehndorff (1883–1962), zuletzt Gestütsleiter bzw. Trainer auf Gestüt Röttgen bei Köln
              - Heinrich Graf von Lehndorff-Steinort (1909–1944), auf Steinort, als Widerstandskämpfer von den Nationalsozialisten gehängt. 4 Töchter, darunter:
                - Veruschka Gräfin von Lehndorff (* 1939), Fotomodell, Malerin, Fotografin

              - Ahasverus (im Zweiten Weltkrieg gefallen)

          - Georg Graf von Lehndorff (1833–1914), bedeutendster Hippologe seiner Zeit, Oberlandstallmeister
            - Siegfried Graf Lehndorff (1869–1956) anerkannter Gestütsleiter von Hauptgestüt Graditz und Hauptgestüt Trakehnen
              - Hans Graf von Lehndorff (1910–1987), Chirurg und Schriftsteller, Autor des Ostpreußischen Tagebuchs (1945–1947)

## Ehrungen
- Graf-Lehndorff-Straße in München-Riem
- Lehndorffstraße in Berlin-Karlshorst